# Thersitina kasaharai
Thersitina kasaharai is een eenoogkreeftjessoort uit de familie van de Ergasilidae. De wetenschappelijke naam van de soort is voor het eerst geldig gepubliceerd in 1981 door Do.